# Leonid Golovnia
Leonid Golovnia (18 de julio de 1939, Moscú, Rusia - 28 de agosto de 2012, Madrid, España) fue un director de cine y guionista soviético.

## Historia
Leonid Golovnya nació 18 de julio de 1939 en Moscú.
Mientras estudiaba en la Facultad de Geografía de la Universidad Estatal de Moscú en 1960 , comienza a trabajar en el estudio de cine " Mosfilm". En 1961 , después de graduarse de la MSU, él hizo sus pinitos como director en el estudio de cine amateur de la Casa Central de la Cultura de formación profesional.
En 1966 se graduó en el departamento de dirección del Instituto Estatal de Cinematografía (taller Yefim Dzigan ) y se convirtió en director de "Mosfilm".
Fue también fundador de la asociación profesional Paritet, miembro de la International Radio and Television Society Foundation y de la Asociación de la Prensa Extranjera de Nueva York. 
Leonid murió en Madrid el 28 de agosto de 2012 mientras trabajaba en un nuevo proyecto "El olor a limón", basado en su propia novela escrita en 2007.
El proyecto cinematográfico en el que trabajaba actualmente tenía como protagonista a un joven ruso que, perseguido por la mafia de su país, llega a Marbella para conseguir un millón de euros y poder vengarse de los asesinos de sus padres.

## Filmografía

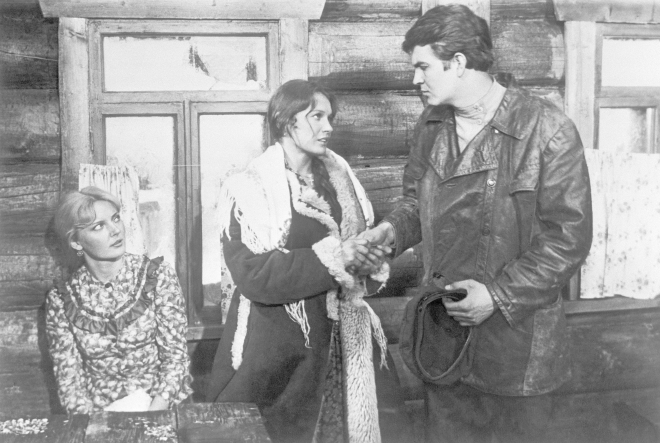
El fin de los Lyubavin

- Un (corto) 1966- director, escritor
- Eco de nieve distante - (Ekho dalyokikh snegov)-  director 1969
- El Fin de los Lyubavina -(Konets Lyubavinykh) director, guionista 1971

Con Albert Akchurin, Marianna Vertinskaya, Valeri Khlevinsky, Galina Yatskina
- Madre del hombre  - director, guionista 1975
- Remolino de cereza - (Cherry whirlpool)(Vishnyovyy omut) director, guionista 1980

Todas ellas producidas por la compañía estatal Mosfilm, para la que trabajó desde 1966.